# Popilnia (wieś w obwodzie żytomierskim)
Popilnia (ukr. Попільня) – wieś na Ukrainie, w obwodzie żytomierskim, w rejonie żytomierskim, w hromadzie Popilnia. W 2001 liczyła 1879 mieszkańców, spośród których 1830 wskazało jako ojczysty język ukraiński, 40 rosyjski, 1 mołdawski, 1 węgierski, 2 rumuński, 2 białoruski, a 3 inny.